# Итальянско-черногорские отношения
Итальянско-черногорские отношения — двусторонние дипломатические отношения между Италией и Черногорией. Государства являются членами Совета Европы, Союза для Средиземноморья и НАТО. Также Черногория является кандидатом на вступление в Европейский союз, а Италия — членом этой организации.

## История
В 2009 году премьер-министр Черногории Мило Джуканович сделал заявление, что объём итальянских инвестиций в экономику Черногорию был намного ниже ожиданий, учитывая близость стран. Ожидалось увеличение инвестиций Италии в сфере энергетики, финансов, сельского хозяйства, транспорта, коммунальных услуг и туризма. Министр экономики Италии Адольфо Урсо охарактеризовал создание торговой ассоциации с Черногорией как историческое событие, которое откроет новый этап в отношениях двух стран. Италия являлась основным рынком для экспорта Черногории и вторым торговым партнером по импорту.

## Торговля
В 2020 году импорт Черногории из Италии составил сумму 153,38 млн долларов США: машинное оборудование, котлы, мебель, световые вывески, быстровозводимые сооружения, керамические изделия, электрооборудование, изделия из железа или стали, пластмассы, транспортные средства, зерновые, мука, крахмал, молочные продукты, железо и сталь, эфирные масла, парфюмерия, косметика, туалетные принадлежности.
В 2020 году экспорт из Черногории в Италию составил сумму 11,67 млн долларов США: алюминий,
медь, овощи, корнеплоды и клубни, древесина и изделия из дерева, древесный уголь, машинное оборудование, котлы, железо и сталь, соль, сера, земля, камень, гипс, известь и цемент, текстильные изделия, одежда, пищевые продукты, фрукты, орехи.

## Дипломатические представительства
- Италия имеет посольство в Подгорице[4].
- У Черногории имеется посольство в Риме[5].